# Påvliga kommissionen för Vatikanstaten

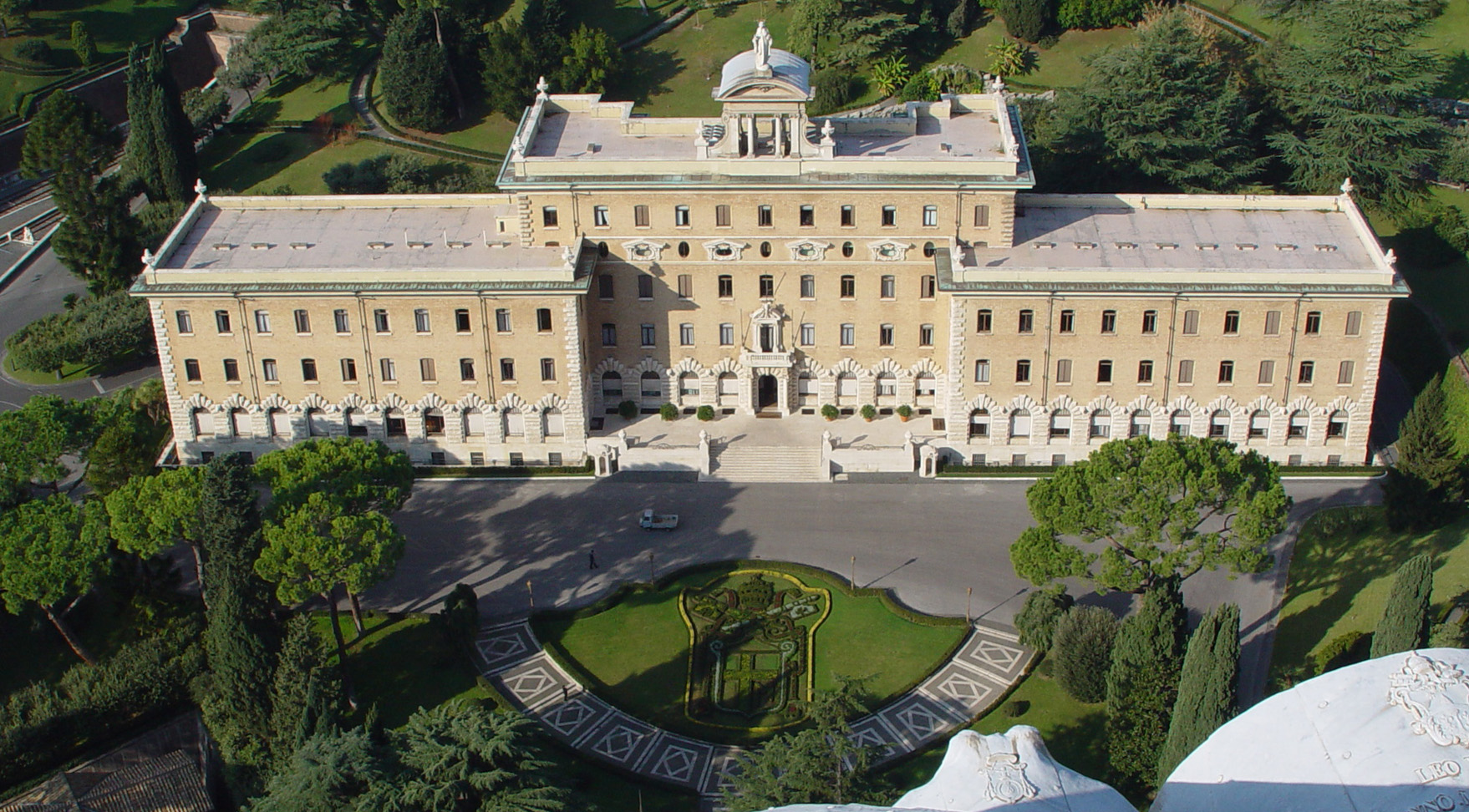
Säte för Vatikanstatens lagstiftande organ.

Påvliga kommissionen för Vatikanstaten (latin Pontificia Commissio pro Civitate Vaticana) är Vatikanstatens lagstiftande organ. Den består av kardinaler som utnämns på femåriga mandat av påven.
Kommissionen, som inrättades 1939, fattar beslut om lagar och regleringar för stadsstaten, men dessa måste inlämnas till påven via Heliga stolens statssekretariat för dennes godkännande för att kunna få laga kraft. Ordförande för kommissionen är sedan 2011 kardinal Giuseppe Bertello. 
Påvliga kommissionens ordförande är även delegerad den verkställande makten och fungerar med titeln guvernör över Vatikanstaten som Vatikanstatens regeringschef.